# Hassan Said
Hassan Ibrahim Mohammed Saeed (en árabe حسن إبراهيم محمد سعيد) es un pintor y escultor egipcio, de la llamada generación intermedia (من جيل الوسط), que nació en la provincia de Dacalia, periodista trabajó la pintura desde la década de 1950.